# Agyrta garleppi
Agyrta garleppi är en fjärilsart som beskrevs av Rothschild 1912. Agyrta garleppi ingår i släktet Agyrta och familjen björnspinnare. Inga underarter finns listade i Catalogue of Life.